# Qmail
Qmail è un server di posta elettronica (MTA Mail transfer agent), è stato scritto per sistemi Unix e non ha versioni per i sistemi operativi di casa Microsoft.
Il progetto qmail è nato con particolare attenzione alla sicurezza, deve la sua nascita anche ai continui bug di Sendmail (il più famoso e diffuso MTA) che ai tempi della prima versione di qmail, lo affliggevano settimanalmente.
Dalla sua pubblicazione non sono emersi bug di sicurezza, e dall'ultima versione, la 1.03 uscita nel giugno 1998, non ha presentato problemi che richiedessero aggiornamenti generici.
Lo stesso autore ha messo in palio dal marzo del 1997 un premio di 500 dollari destinati ad un eventuale scopritore di bug di sicurezza presenti in qmail.

## Bug
Secondo il "bug hunter" Georgi Guninski esisterebbero in realtà dei bug di sicurezza che affliggono qmail, l'autore di qmail sul suo sito risponde negando la possibilità di sfruttare detti bugs.

## Licenza
Da novembre 2007 qmail è distribuito come software di pubblico dominio. In precedenza qmail era distribuito senza licenza ma con un semplice copyright sul codice. Era quindi permesso pacchettizzarlo, distribuirlo e rivenderlo, a patto di non effettuare modifiche al codice o al comportamento del software installato, con eccezione di una preventiva autorizzazione dell'autore.

## Diffusione su Internet
Nonostante la controversia sulla licenza, qmail è uno dei più diffusi server di posta presenti in Internet.
Grossi fornitori di servizi email lo utilizzano sui loro server, Yahoo! per citarne uno.

## Autore
Daniel J. Bernstein è docente di Matematica, Fisica e Computer Science all'"Università dell'Illinois" a Chicago negli USA.
Autore di diversi software tra i quali: Qmail, djbdns e daemontools.
La sua vittoriosa causa contro il governo degli Stati Uniti d'America ha fatto sì che venisse reso incostituzionale il divieto di esportazione di software crittografico al di fuori degli USA.
Ha proposto inoltre Internet Mail 2000, una proposta per innovare l'attuale sistema SMTP di posta elettronica.

## Progetti correlati
1. Vpopmail, un server POP3 compatibile con qmail.